# تئودور بیکل
تئودور بیکل (انگلیسی: Theodore Bikel؛ زادهٔ ۲ مهٔ ۱۹۲۴- مرگ ۲۱ ژوئیه ۲۰۱۵) هنرپیشه آمریکایی بود. وی از سال ۱۹۴۶ تا ۲۰۱۵ فعالیت می‌کرد.
از فیلم‌هایی که وی در آن نقش داشت، می‌توان به بانوی زیبای من، هرگز رهایم مکن، می‌خواهم زنده بمانم!، صبح تو را می‌بینم و توطئه سایه اشاره کرد.